# Australoeucyclops linderi
Australoeucyclops linderi is een eenoogkreeftjessoort uit de familie van de Cyclopidae. De wetenschappelijke naam van de soort is voor het eerst geldig gepubliceerd in 1948 door Lindberg.